# LaVell Edwards Stadium

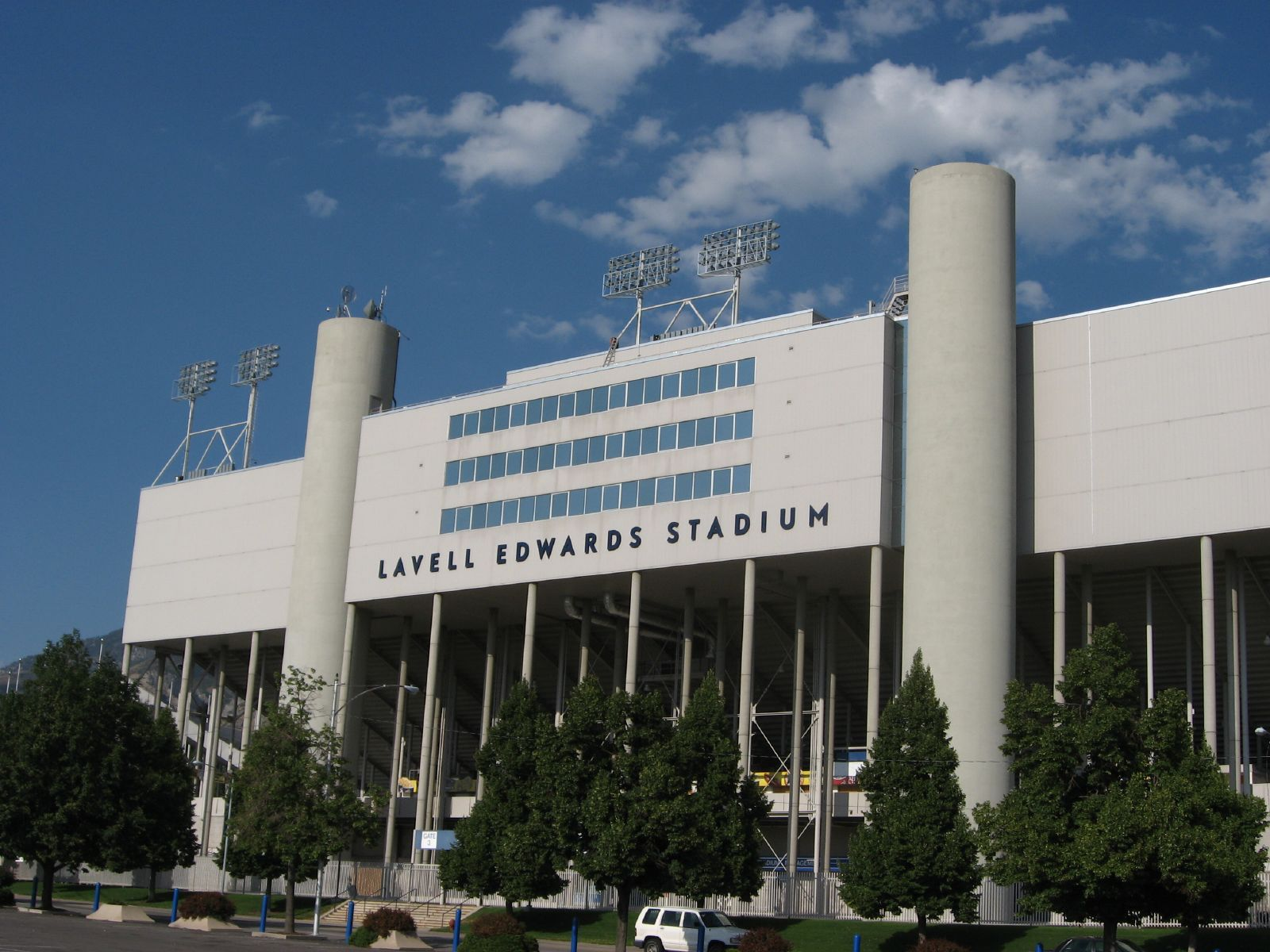
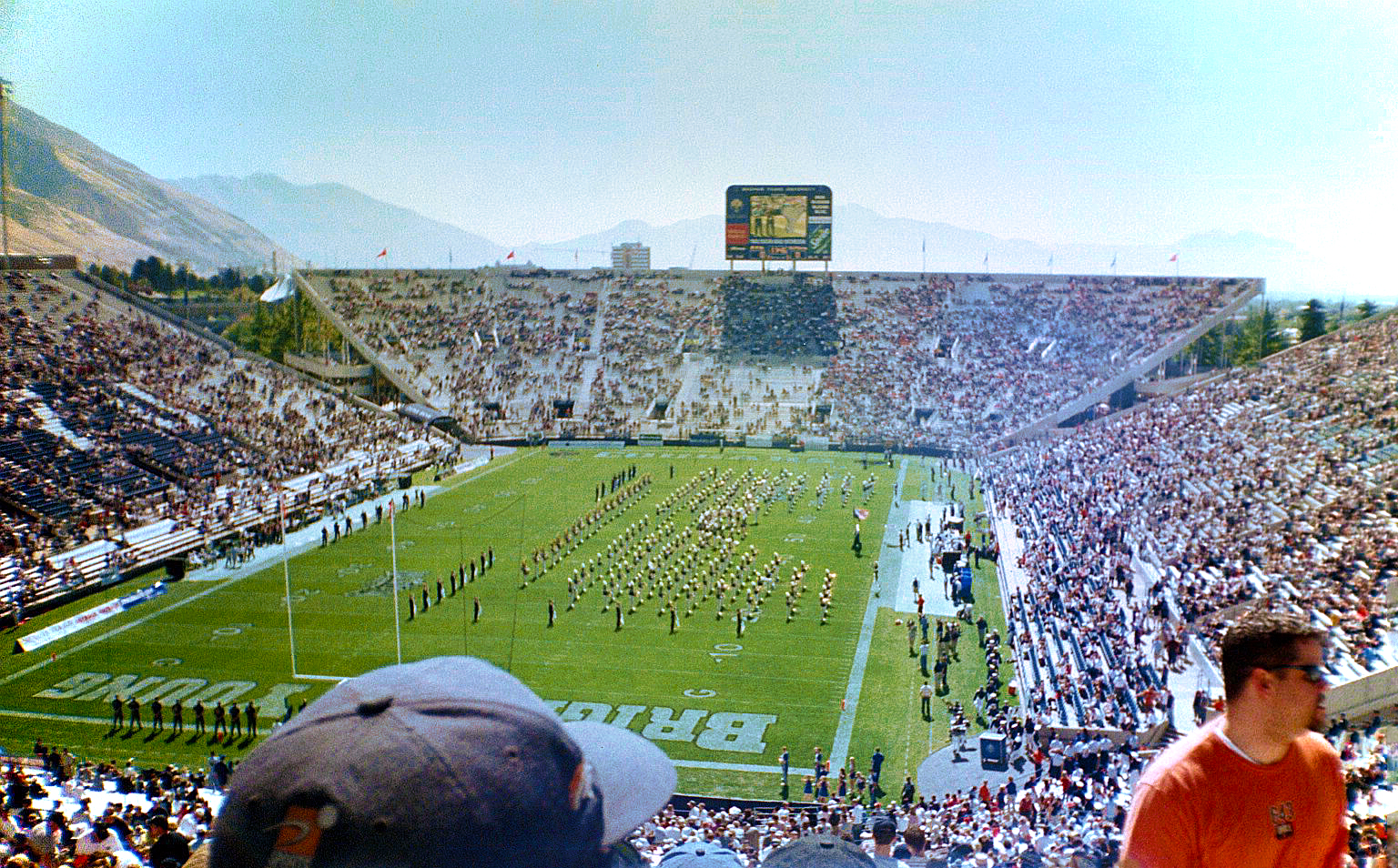

LaVell Edwards Stadium es un estadio de fútbol americano colegial ubicado en el campus deportivo de la Brigham Young University en Provo, Utah, fue inaugurado en 1964, tiene una capacidad para albergar a 63 275 aficionados cómodamente sentados, su equipo local son los Brigham Young Cougars pertenecientes a la Big 12 Conference de la National Collegiate Athletic Association.